# Чичвейшвили, Давид
Давид Чичвейшвили (груз. დავით ჭიჭვეიშვილი; 23 января 1975, Тбилиси, СССР) — грузинский футболист, выступал за сборную Грузии.

## Карьера

### Клубная
Клубную карьеру начинал в «Дигоми». Далее играл за «Крцаниси» и «Зоовети». В 1995 году перешёл в тбилисское «Динамо», за который провёл в том сезоне лишь 1 матч, выступая в основном за вторую команду. В 1996 перешёл в «Динамо» из Батуми. В ноябре 1998 года был на просмотре у московского «Спартака» на сборе клуба в Сочи. Летом 1999 года перебрался в российскую «Аланию», за которую уже выступало несколько его соотечественников. Дебютировал в чемпионате России 21 августа того года в домашнем матче 21-го тура против раменского «Сатурна». В 2000 году вернулся в Грузию, играл за тбилисские «Динамо» и «Локомотив» и «Сиони». Летом 2005 года перебрался в казахстанский «Атырау», однако через полгода вернулся в «Сиони». С 2007 по 2008 годы играл за «Олимпи» из Рустави. С 2008 по 2010 годы играл за азербайджанский «Стандард (Сумгаит)», который тренировали этнические грузины Кахабер Цхададзе и Бадри Кварацхелия. 12 марта 2010 года сразу по окончании матча 23-го тура между клубами «Олимпик-Шувалан» и «Стандард» возникла потасовка с участием футболистов встречавшихся команд, в ходе которой Чичвейшвили полез выяснять отношения с полузащитником хозяев Тарланом Халиловым. В итоге он, также как и его одноклубники Серго Орбеладзе и Георгий Сетуридзе, был дисквалифицирован на три матча. Завершил карьеру в 2011 году в клубе «Байя» из Зугдиди.

### Международная
В 1999 году провёл 3 матча за сборную Грузии.